# Cripta Wettin (Dresda)
La cripta della famiglia Wettin, situata a Dresda, in Germania, sotto la Cattedrale della Santissima Trinità, è il luogo dove sono stati sepolti il cuore del re Augusto il Forte e i resti di altri 49 membri della famiglia Wettin, così come i resti delle loro consorti, come ad esempio la Principessa Maria Carolina di Savoia, moglie di Antonio di Sassonia.
I sarcofagi sono disposti nelle quattro cappelle dalle quali è composta.

## Descrizione

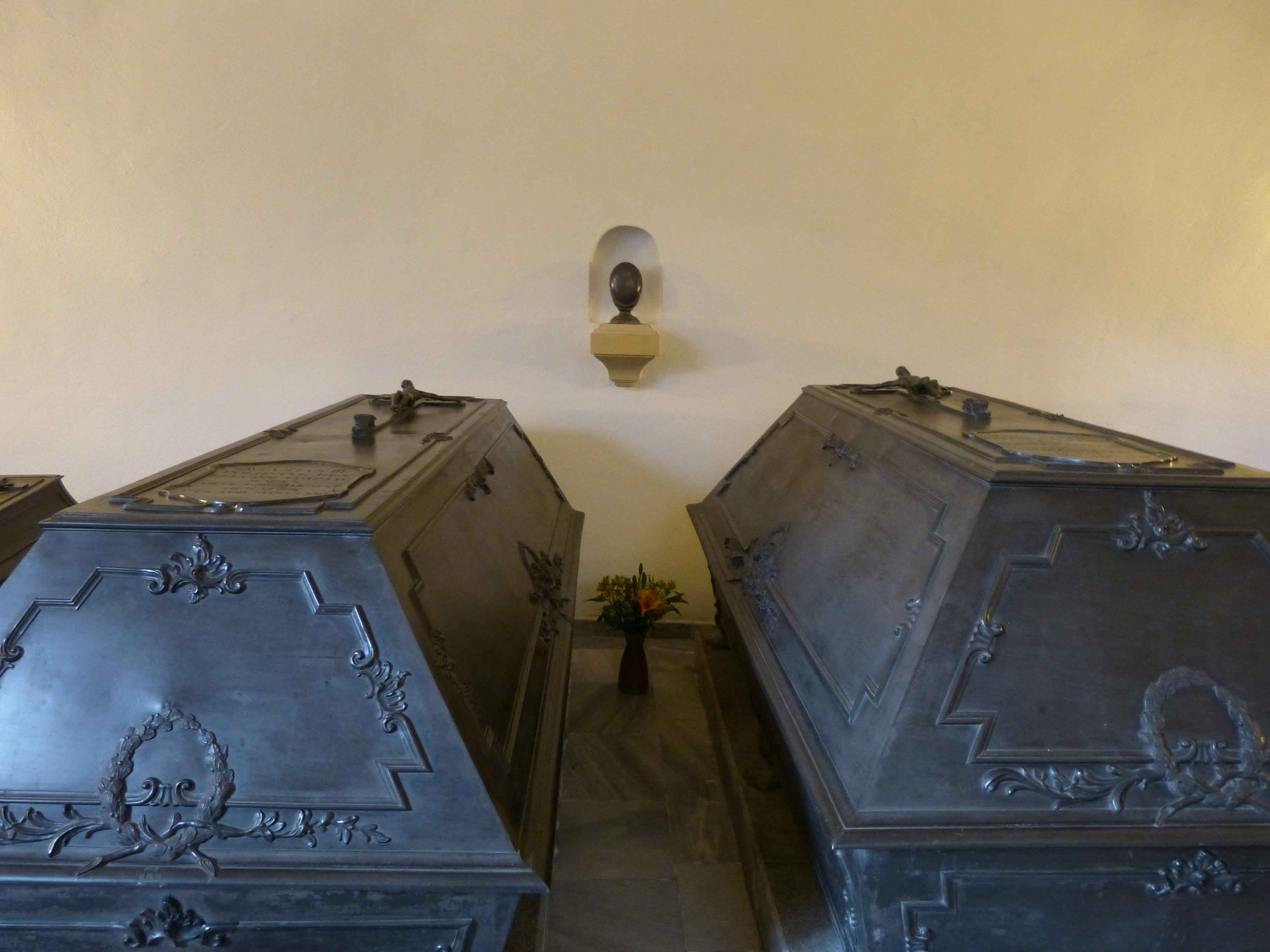
La tomba di Augusto III di Polonia e Maria Giuseppa d'Austria nella Cripta Wettin della Cattedrale della Santissima Trinità a Dresda

La più vecchia delle quattro cappelle che compongono la Cripta Wettin, la Cripta dei Fondatori, ospita le tombe di re Augusto III di Polonia, uno dei pochi re polacchi ad essere sepolto al di fuori della Cattedrale di Wawel a Cracovia, e l'ultima regina di Polonia Maria Giuseppa d'Austria. È anche luogo di sepoltura del cuore del re Augusto il Forte, il cui corpo fu sepolto nella cattedrale di Wawel, e di righello polacca e primo re sassone Federico Augusto I. 

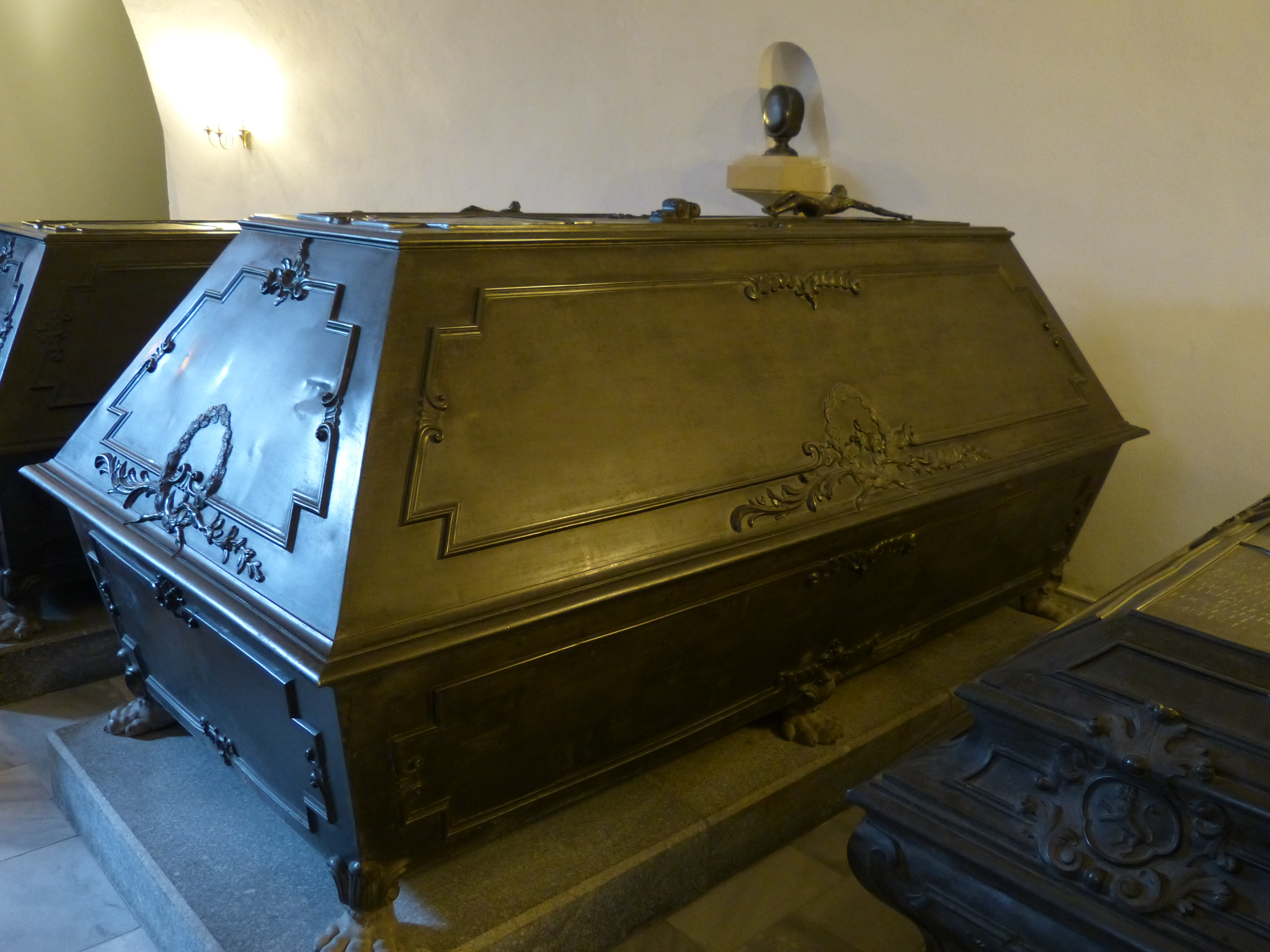
La tomba di Maria Carolina di Borbone-Parma.

Principi e Principesse polacchi sono sepolti nella Cripta dei Fondatori e nella Grande Cripta.
Nella cripta reale sono seppellite anche delle Principesse straniere, Maria Carolina di Borbone-Parma, Maria Carolina di Savoia e Carola di Vasa, tutte e tre le Principesse espressero il desiderio di essere seppellite con i mariti nella cripta.

## Sepolture
Nella cripta si trovano molti corpi appartenuti a vari principi e principesse:
- Massimiliano di Sassonia.
- Maria Carolina di Borbone-Parma.
- Maria Amalia di Sassonia.
- Federico Augusto II di Sassonia.
- Clemente di Sassonia.
- Giovanni di Sassonia.
- Maria Sidonia di Sassonia.
- Maria Augusta di Sassonia.
- Amalia Augusta di Baviera.
- Alberto di Sassonia.
- Maria Carlotta di Sassonia.
- Carola di Vasa.
- Maria Antonia di Baviera.
- Federico Cristiano di Sassonia.
- Antonio di Sassonia.
- Maria Carolina di Savoia.
- Federico Augusto I di Sassonia.
- Amalia di Zweibrücken-Birkenfeld.
- Maria Augusta di Sassonia.
- Maria Giuseppa d'Austria.
- Giovanni Giorgio di Sassonia.
- Giorgio di Sassonia.
- Augusto III di Polonia.
- Francesco Saverio di Sassonia.
- Maria Elisabetta di Sassonia.
- Maria Cunegonda di Sassonia.
- Maria Carolina Ferdinanda d'Asburgo-Lorena.
- Maria Anna di Baviera.
- Giorgio di Sassonia.
- Maria Anna Ferdinanda di Braganza.
- Matilde di Sassonia.
- Maria Giuseppa Luisa di Sassonia.
- Federico Augusto III di Sassonia